# Corona muraria

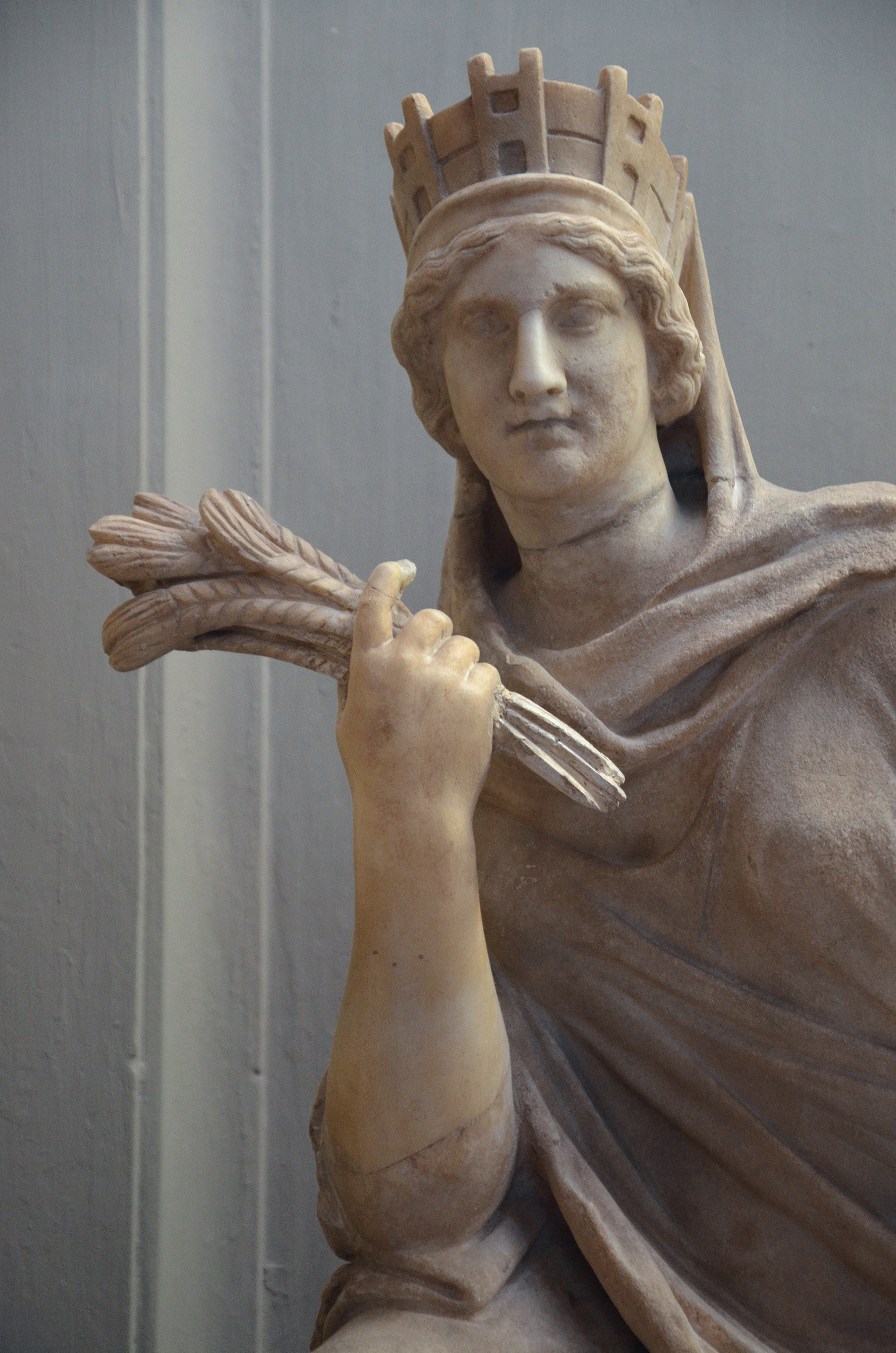
Dettaglio della Tiche di Antiochia di Siria, raffigurata con la corona muraria; statua romana da originale in bronzo di Eutichide di Sicione

La corona muraria (latino: corona muralis), detta anche corona turrita quando vi compaiano anche delle torri stilizzate, era una corona utilizzata come onorificenza della Repubblica e dell'Impero romano. Era il massimo simbolo di valore militare e spettava al primo uomo che avesse scalato le fortificazioni di una città nemica.

## Caratteristiche della corona muraria
La corona era realizzata in oro, in foggia di cinta muraria merlata e turrita. Era una delle maggiori onorificenze militari ed era assegnata solo dopo attenta indagine per individuare a chi spettasse il primato nella scalata delle mura.
La corona riprendeva una simbologia di età ellenistica con la quale si usava raffigurare con la corona muraria la dea Tiche, personificazione del destino di una città, assimilabile alla romana dea Fortuna. La corona muraria era anche un attributo proprio della dea Cibele. Tale corona era però realizzata in legno.
Il giovane Publio Cornelio Scipione Emiliano, futuro distruttore di Cartagine, ottenne la corona muraria durante una campagna militare in Spagna.
Dai tempi di Traiano compare la personificazione dell'Italia turrita, cioè con una corona muraria sul capo, come si evince da alcune monete e dall'arco di Benevento.

## Araldica
La corona muraria ha avuto molta fortuna in araldica dove se ne è fatto abbondante uso negli stemmi cittadini. In tali rappresentazioni la corona sembra raffigurare le tipiche mura di un castello o di una città medievale.
Tutt'oggi corone murarie sono utilizzate nell'araldica urbana e amministrativa di numerosi paesi.
La corona muraria è tuttora utilizzata nell'araldica civica italiana per simboleggiare la corona di comune, d'argento e senza torri, rappresentata negli stemmi dei comuni italiani o la corona di città, dorata e con otto torri (di cui cinque visibili) per quelli aventi il titolo di città. La corona compare poi negli stemmi dei corpi dell'Esercito Italiano e in quello dell'Aeronautica Militare.
La corona turrita è infine un attributo iconografico dell'Italia turrita, personificazione simbolica della Nazione.
|  | Provincia     | La corona della provincia (a meno di concessioni speciali) è formata da un cerchio d'oro, gemmato, bordata da un cordone liscio ai margini, che racchiude due rami decussati, uno di alloro e uno di quercia al naturale, uscenti dalla corona, ricadenti all'infuori del cerchio d'oro. |  |
|  | Città         | La corona di città (a meno di concessioni speciali) è turrita (caratterizzata da punte a forma di torre), formata da un cerchio d'oro aperto da otto porte (cinque visibili) con due cordonate a muro sui margini, che sostiene otto torri (cinque visibili) riunite da mura, il tutto d'oro e murato di nero. |  |
|  | Comune        | La corona di comune (a meno di speciali concessioni) è formata da una cerchia di mura aperta da quattro porte (di cui tre visibili) con due cordonate a muro sui margini che sostengono una cinta di mura aperta da sedici porte (nove visibili), ciascuna sormontata da merli a coda di rondine (alla ghibellina), il tutto d'argento e murato di nero.                                                                           |  |
|  | Enti Militari | La corona degli enti militari è turrita, d'oro, murata di nero, formata da un cerchio, rosso all'interno, con due cordonate a muro sui margini, sostenente otto torri (cinque visibili), di foggia rettangolare, munite di barbacane e di dieci merli alla guelfa (quattro dei quali angolari); sono munite di una porta e di una sola finestra e sono riunite da cortine di muro, ogni porzione della cortina finestrata di nero. |  |

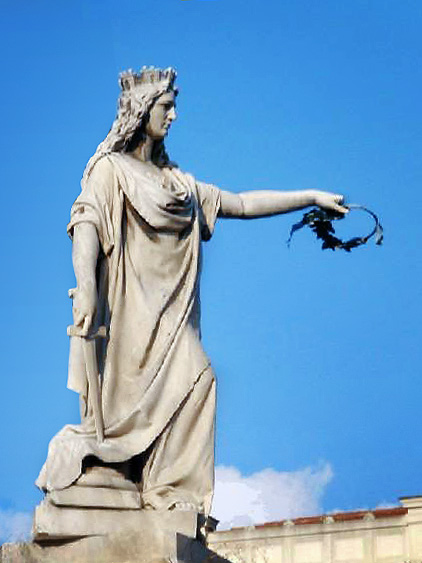
Monumento all'Italia a Reggio Calabria, raffigurante l'Italia turrita cinta da corona muraria. La statua regge una corona d'alloro.

## Uso nel mondo
| | |                                                                                            |                                                                                            |
| Corone murarie nell'araldica civica di Francia: 1. Capitale (Parigi) 2. Capoluogo di Dipartimento 3. Comune | Corone murarie nell'araldica civica del Portogallo: 1-freguesia; 2-vila; 3-città; 4-capitale (Lisbona) | Corone murarie nell'araldica civica di Romania: 1. Villaggio 2. Comune3. Città 4. Capitale | Corone murarie nell'araldica civica di Romania: 1. Villaggio 2. Comune3. Città 4. Capitale |
| | |                                                                                            |                                                                                            |
| | |                                                                                            |                                                                                            |
| Corone murarie nell'araldica civica del Brasile: 1. Villaggio 2. Comune 3. Città 4. Capitale                | Corone murarie nell'araldica civica catalana (versioni moderne)                                        | Corona murale usata in Germania (Berlino)                                                  | Corona murale usata in Svezia                                                              |

### Fonti primarie
- Aulo Gellio, Noctes Atticae;
- Cicerone, Pro Plancio;
- Plinio il Vecchio, Naturalis historia;
- Polibio, Historiae;
- Tacito, Annales;
- Seneca, De clementia;

### Fonti secondarie
- William Smith, Corona, in A Dictionary of Greek and Roman Antiquities, Boston, John Murray & Co., 1875.
- Roberto Borri, L'Italia è donna. Eterna e fatale, Torino, Boffi Editore, 2012.